# Vlag van Edingen
De vlag van Edingen is op 18 juni 1992 bij raadsbesluit vastgesteld als de vlag van de Henegouwse gemeente Edingen. De vlag kan als volgt worden beschreven:
Gegeerd van tien stukken van wit en van zwart, met op de zwarte geren drie gele herkruiste kruisjes met spitse voet.
De vlag werd pas op 3 mei 1993 bevestigd door de Franse Gemeenschapsregering. De vlag is volledig gebaseerd op het gemeentewapen en ziet er dus helemaal hetzelfde uit.